# Acrux
Acrux (alpha Crucis) is de op 1 na helderste ster in het sterrenbeeld Zuiderkruis (Crux) en de op twaalf na helderste ster aan de hemel. Acrux ligt naast de Kolenzaknevel.
Hoewel de ster bij lange na niet zo dicht bij de zuidelijke hemelpool staat als de Poolster op het noordelijk halfrond vervult hij toch min of meer dezelfde rol.

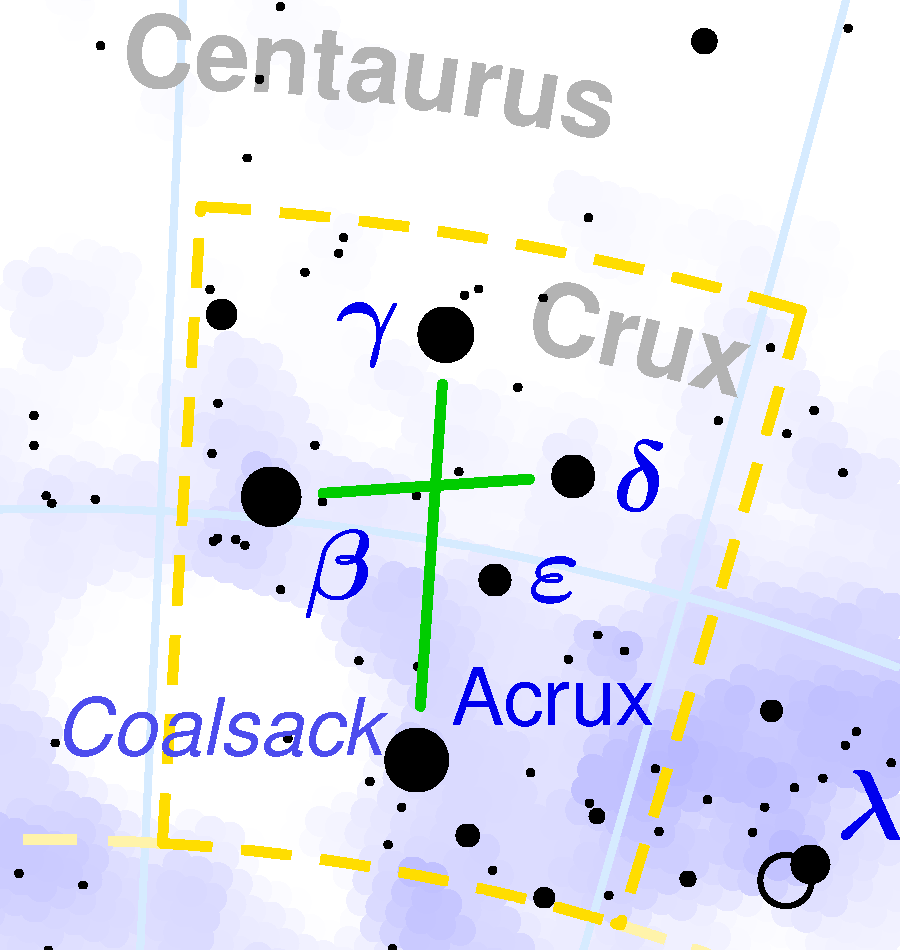
Kaart van het sterrenbeeld Zuiderkruis (Crux)